# Eschviller
Eschviller (deutsch Eschweiler) ist ein Ortsteil der französischen Gemeinde Volmunster im Nordosten des Départements Moselle in der Region Grand Est (bis 2015 Lothringen).

## Geographie
Eschviller befindet sich im deutsch-französischen Grenzgebiet. Unmittelbar nördlich befindet sich die Grenze zu den deutschen Bundesländern Saarland und Rheinland-Pfalz. Die nächste größere Stadt Bitche liegt circa 10 Kilometer südöstlich von Eschviller.
Eschviller ist Teil des Bitscher Landes sowie des Regionalen Naturparks der Nordvogesen.
Das Dorf verfügt über eine eigene Schule, eine Kirche sowie eine Bushaltestelle, die eine Verbindung nach Bitche und in die umliegenden Dörfer sicherstellt.

## Geschichte
Eschviller wurde erstmals im Jahr 1271 unter dem Namen Eckeswilre oder Ecksiwilre erwähnt. Von 1790 bis 1813 war Eschviller eine eigenständige Kommune. Der Weiler gehörte ab 1790 zum heute nicht mehr bestehenden Kanton Volmunster und seit 2015 zum Kanton Bitche.

## Eschviller Mühle

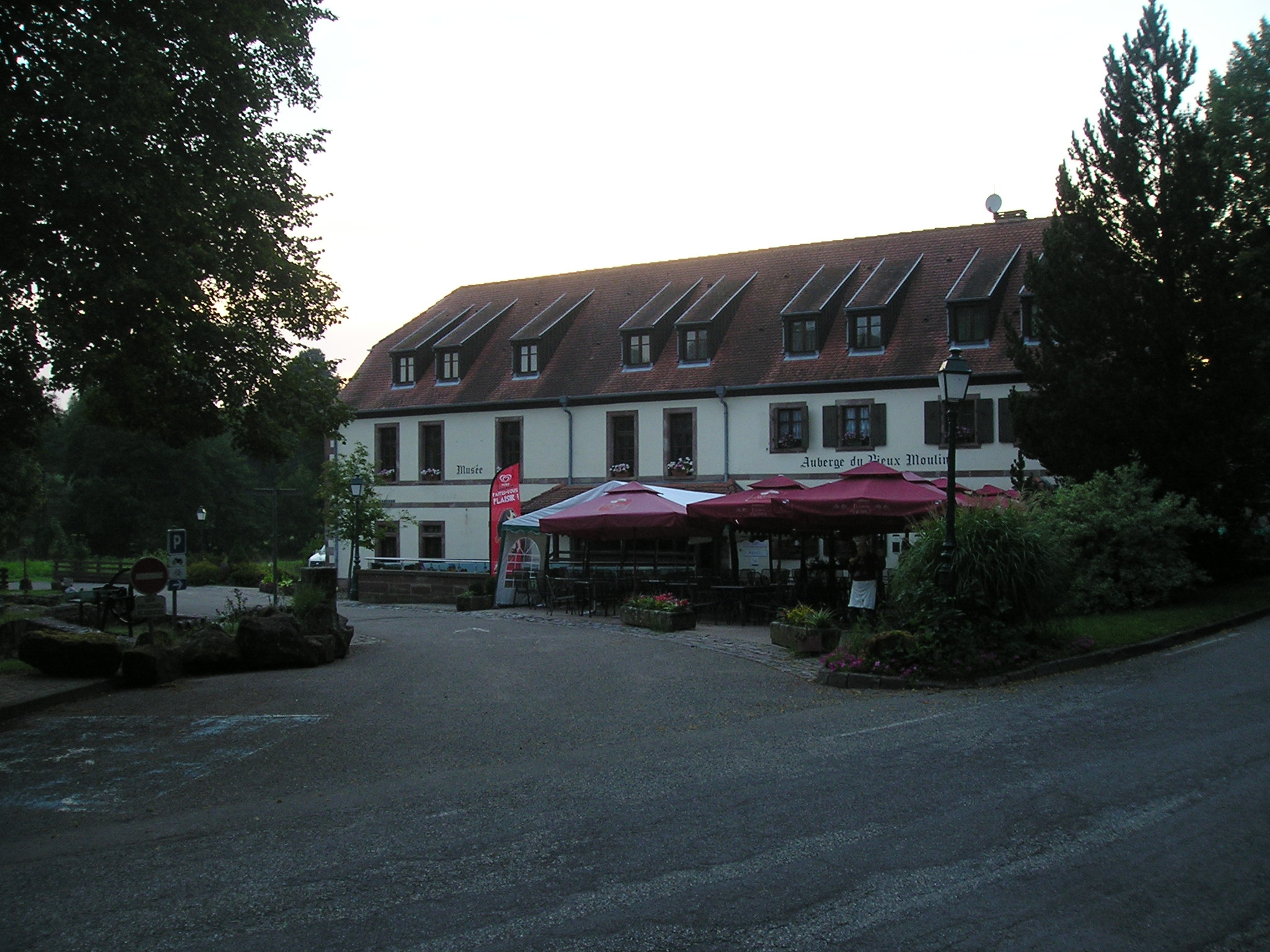
Eschweiler Mühle

Bekannt ist Eschviller für die Eschweiler Mühle (lothringisch Eschwiller Muehle, frz. moulin d'Eschviller), die sich etwas abseits des Weilers, am Fluss Schwalb befindet. Sie wurde bereits im Jahr 1731 erbaut. Nach der Zerstörung im Zweiten Weltkrieg wurde sie seit 1976 restauriert und seit den späten 1980er-Jahren zu einer touristischen Attraktion ausgebaut. Neben einem Museum, was sich dem Mühlenalltag widmet, bietet das Gebäude Gästezimmer und eine Gaststätte mit französischer Küche. Auf dem Gelände der Mühle befinden sich außerdem ökologische Lehrpfade und ein Bienenhaus.

## Persönlichkeiten
- Adolphe Yvon (1817–1893), französischer Maler